# Augyles alpestris
Augyles alpestris is een keversoort uit de familie oevergraafkevers (Heteroceridae). De wetenschappelijke naam van de soort is voor het eerst geldig gepubliceerd in 1998 door Mascagni.